# Saksinó
Saksinó (en rus: Саксино) és un poble de l'óblast de Vladímir, a Rússia, segons el cens del 2010 tenia 208 habitants. Pertany al districte municipal de Múrom.